# La Cruz (Jalisco)
La Cruz es una localidad del estado mexicano de Jalisco. Es parte del municipio de Zapotlanejo.

## Toponimia
El nombre «La Cruz» hace referencia al patronazgo de la localidad: la Santa Cruz de Cristo.

## Demografía
| Gráfica de evolución demográfica |
|                                  |

| Censo | Población |
| ----- | --------- |
| 1990  | 49        |
| 2000  | 158       |
| 2010  | 992       |
| 2020  | 1 557     |